# Lapinha (Salvador)
Lapinha é um bairro brasileiro localizado na cidade de Salvador, na Bahia.

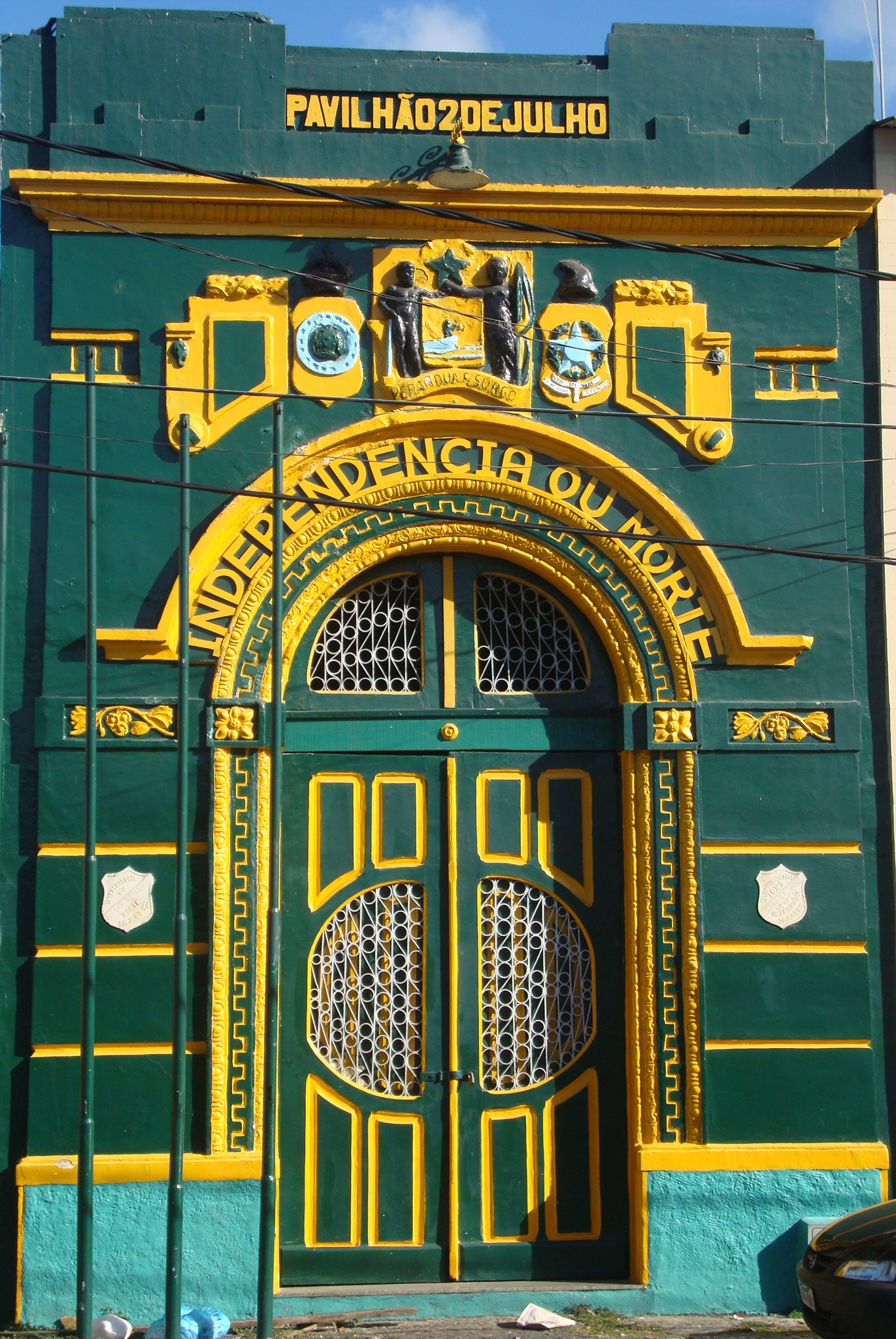
Pavilhão 2 de Julho, no bairro da Lapinha, onde se encontra a imagem do Caboclo, símbolo da Independência da Bahia.

## História
O bairro da Lapinha, situado no coração histórico de Salvador e pertencente à Região Administrativa IV (Liberdade), pulsa com a energia das festividades e a memória da Independência do Brasil na Bahia. Fundado em 1771 ao redor da Capela da Lapinha, o bairro se consolidou como um símbolo de tradição e resistência.

## Um Palco de História e Celebração
As ruas da Lapinha testemunharam a passagem do Exército Libertador em 2 de julho de 1823, um marco crucial na conquista de Salvador e na consolidação da Independência do Brasil na Bahia. Até hoje, o bairro é o epicentro das comemorações do Dois de Julho, a data cívica mais importante do estado.
O Largo da Lapinha, por sua vez, é o palco tradicional da Festa de Reis, que anualmente, em janeiro, atrai multidões para celebrar a tradicional festa  de Reis que mescla religiosidade e manifestações folclóricas em frente à Igreja da Lapinha.

## Patrimônio Arquitetônico e Cultural
A Lapinha não se resume apenas a festas e história. O bairro preserva um rico patrimônio arquitetônico, com casarões antigos construídos no final do século XIX sob influência portuguesa, conhecidos como solares. Erguidos em sua maioria com tijolo massapé de cor alaranjada, esses imóveis de dois andares contam a história da arquitetura colonial da região. Um exemplo notável é a Escola Municipal Vila Vicentina, instalada em um conjunto de casarões datados de 1920.

## Religiosidade e Fé
A fé católica é uma marca indelével da Lapinha. O bairro abrigou uma capela de São Cosme e Damião, em estilo colonial, onde se realizaram as primeiras festas do Terno de Reis da cidade. A Igreja Nossa Senhora da Conceição da Lapinha, erguida em 1771, é um dos mais importantes templos religiosos do país. Considerada a única igreja em estilo mourisco do Brasil, segundo o Ministério das Relações Exteriores, a igreja passou por transformações ao longo dos anos, incluindo a inversão de sua fachada, que antes se voltava para o mar e hoje se abre para a praça. Em 1972, a capela foi elevada à condição de paróquia, exibindo traços góticos e coloniais em devoção a Nossa Senhora da Conceição da Lapa.

## Casa dos Caboclos: Memória da Independência
O Dois de Julho, data magna da Bahia, encontra na Lapinha seu palco principal. Turistas e baianos se reúnem para acompanhar o cortejo cívico, liderado pelos carros do Caboclo e da Cabocla, símbolos da participação popular nas lutas pela independência. Desde 1923, os carros são guardados no Pavilhão Dois de Julho, um memorial aberto à visitação durante a semana, que guarda história da Independência, e um ponto turístico no bairro da Lapinha. 

## Demografia
Foi listado como um dos bairros mais perigosos de Salvador, segundo dados do Instituto Brasileiro de Geografia e Estatística (IBGE) e da Secretaria de Segurança Pública (SSP) divulgados no mapa da violência de bairro em bairro pelo jornal Correio em 2012. Ficou entre os mais violentos em consequência da taxa de homicídios para cada cem mil habitantes por ano (com referência da ONU) ter alcançado o nível mais negativo, com o indicativo "mais que 90", sendo um dos piores bairros na lista.